# Ex nunc
Ex nunc (dansk: fra nu af) er en latinsk vending. Inden for juraen bruges begrebet når noget gælder udelukkende for fremtiden; i modsætning til ex tunc (dansk: fra da af) hvor noget gælder med tilbagevirkende kraft.

## Eksempler
Den Europæiske Unions Domstol har efter TEUF artikel 263 og 264 mulighed for at kende en retsakt ugyldig, såfremt visse formaliteter ikke er blevet overholdt i forbindelse med dens tilblivelse, den udstedende myndighed ikke har haft kompetence hertil, traktatstridighed, konflikt med andre højere retsregler eller magtfordrejning. Dette medfører normalt hele retsaktens ugyldighed med tilbagevirkende kraft (ex tunc), men artikel 264, stk. 2 tillader at EU-Domstolen kun kender en retsakt delvist ugyldig såfremt dette skønnes nødvendigt, hvilket er blevet fortolket derhen, at domstolen kan erkende en retsakt ugyldig ex nunc, hvilket betyder at retsakten anses som gyldig op til dommens afsigelse, eller efter en given tidsperiode. Denne metode anvendes normalt når væsentlige samfundshensyn kræver at retsakten opretholdes, særligt når man må forvente at retsakten vil blive genindført efter korrekt iagttagelse af formaliteterne. I Kadi og Al Barakaat International Foundation mod Rådet og Kommissionen kendte Domstolen en forordning om indefrysning af aktiver ugyldig over for sagsøgerne idet de ikke var blevet hørt i forbindelse med vedtagelsen, men opretholdte forordningen i tre måneder, af hensyn til at forordningens virkning ellers ville blive svækket, og at det ikke kunne udelukkes, at indefrysningen ville blive anset som berettiget, efter at formalitetskravene var overholdt.